# Stazione di Paratico-Sarnico
Stazione di Paratico-Sarnico vasútállomás Olaszországban, Lombardia régióban, Paratico településen.

## Vasútvonalak
Az állomást az alábbi vasútvonalak érintik:
- Palazzolo–Paratico-vasútvonal

## Kapcsolódó állomások
A vasútállomáshoz az alábbi állomások vannak a legközelebb:
- Stazione di Capriolo